# Runcinia grammica
Runcinia grammica es una especie de araña cangrejo del género Runcinia, familia Thomisidae. Fue descrita científicamente por C. L. Koch en 1837.
La especie vive generalmente en turberas, pantanos y praderas, aunque también se sabe que habita en áreas urbanas. Por lo general, maduran hasta la edad adulta en el verano. Tienen cuerpos cortos y anchos, cubiertos de pelo y espinas. Tienen una clara ondulación muscular en los costados y en pequeñas protuberancias elevadas en la cabeza. Los machos suelen medir entre 2,5 y 3,5 mm de largo, las hembras entre 4 y 6 mm. Son depredadores y comen varias especies de insectos.  
A diferencia de muchas arañas, no tejen telarañas de ningún tipo. En cambio, merodean por el suelo, así como plantas trepadoras y flores, para encontrar a sus presas. Pueden moverse hacia adelante, hacia atrás y hacia los lados.

## Distribución
Esta especie se encuentra en Europa, Oriente Medio a Irán, Rusia (Europa a Siberia Occidental), Asia Central, China y Japón. Introducido a Santa Elena, Sudáfrica.